# 蘇氏擬鱥
蘇氏擬鱥（學名：Pseudophoxinus sojuchbulagi），為輻鰭魚綱鯉形目雅羅魚科的其中一個種，被IUCN列為極危保育類動物，分布亞洲亞塞拜然阿斯塔法庫拉河流域，最後一次記錄是在 1948 年，生活習性不明。

## 扩展阅读
維基物種上的相關：蘇氏擬鱥